# Rúben Amorim
Pour les articles homonymes, voir Amorim.
Rúben Amorim, né le 27 janvier 1985 à Lisbonne (Portugal), est un footballeur international portugais, reconverti entraîneur. Il est depuis novembre 2024 l'entraîneur du club anglais de Manchester United.

## Biographie

### Enfance et formation
Rúben Amorim débute dans l'équipe des jeunes du Benfica Lisbonne.

### Débuts à Belenenses
Rúben Amorim poursuit sa formation au CF Belenenses et passe dans les équipes des moins de 17 ans et moins de 19 ans.
Il commence ensuite sa carrière professionnelle à Belenenses.

### Retours au Benfica
En 2008, Rúben Amorim est transféré au Benfica Lisbonne et fait son retour dans le club lisboète, en échange d'une indemnité de transfert de 900 000 €. Il signe un contrat de cinq ans. Deux ans plus tard, en 2010, il est sacré champion du Portugal avec ce club.

### Prêts à Braga et fin au Qatar
Fin janvier 2012, Rúben Amorim est prêté au Sporting Braga à la suite d'un conflit avec son entraîneur au Benfica. Lors de la saison 2012-2013, il est à nouveau prêté à Braga.
La saison 2013-2014 marque son retour au Benfica Lisbonne, où il est la plupart du temps remplaçant, Jorge Jesus le faisant régulièrement entrer en cours de match.
Il est à nouveau prêté, cette fois au Qatar, où il joue pour Al-Wakrah pendant la saison 2015-2016.
Il revient au pays à la fin de la saison, au Benfica Lisbonne. Il y termine sa carrière dans l'équipe B, se retirant effectivement le 4 avril 2017. À 32 ans, il est en effet contraint de mettre fin à sa carrière de joueur, après 150 matches avec Benfica et quatorze sélections nationales, en raison de blessures à répétitions.

### En équipe nationale
Rúben Amorim totalise dix sélections en équipe du Portugal des moins de 21 ans entre 2005 et 2008 .

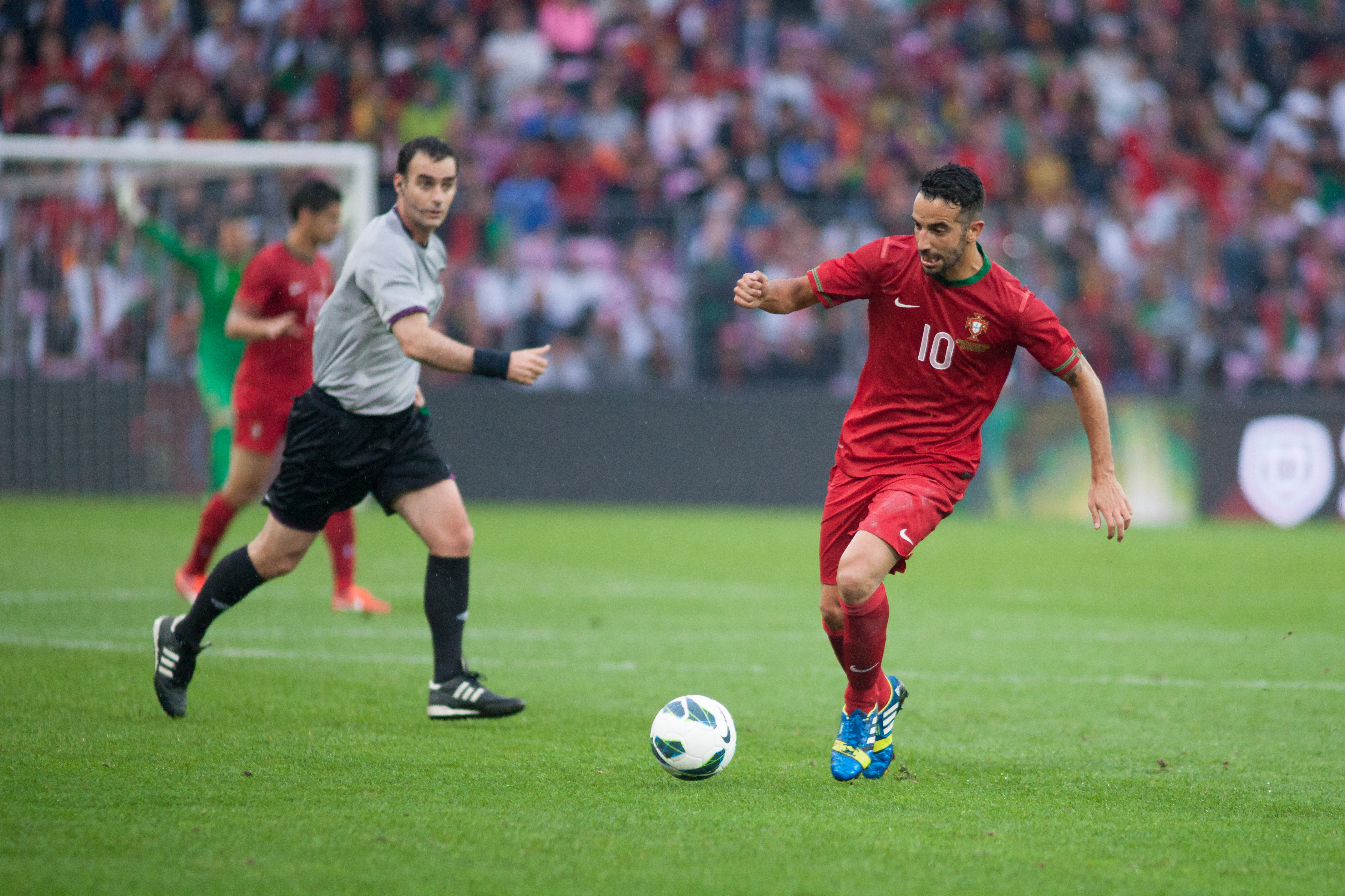
Amorim avec le Portugal en juin 2013.

Il est retenu par Carlos Queiroz pour participer à la Coupe du monde 2010 avec le Portugal, à la suite du forfait sur blessure de Nani. Il joue une rencontre durant ce tournoi : le premier match de poule face à la Côte d'Ivoire le 15 juin 2010 avec une entrée à la 85e minute de jeu. Il s'agit de sa première sélection en équipe nationale.
Quatre ans après son premier Mondial, il est convoqué pour la Coupe du monde 2014, mais ne joue aucun match.
Rúben Amorim totalise quatorze sélections en équipe du Portugal entre 2010 et 2014.

### Reconversion comme entraîneur

#### Débuts sanctionnés à Casa Pia
Deux ans après sa retraite de joueur, Rúben Amorim commence sa carrière d'entraîneur au Casa Pia, lors de la saison 2018-2019 de Liga 3, la troisième division. En janvier 2019, il démissionne après que la Fédération portugaise de football le sanctionne lui et son club pour avoir entraîné durant deux matches sans avoir encore les diplômes nécessaires. Le club est sanctionné d'un retrait de six points en Championnat et Amorim est condamné à Modèle:Montant d'amende et à un an sans pouvoir entraîner. En mai 2019, le TAS annule toutes les condamnations. L'équipe lancée par Amorim parvient malgré cela à être championne et promue en fin de saison.
Huit mois après avoir quitté Casa Pia, Rúben Amorim fait un bref passage au Centro Social e Desportivo de Câmara de Lobos[réf. souhaitée].

#### Révélation avec le SC Braga
En septembre 2019, Rúben Amorim revient au SC Braga, comme entraîneur de l'équipe réserve, où il obtient huit victoires en onze matchs.
Le 23 décembre 2019, il est invité à remplacer Ricardo Sá Pinto comme entraîneur principal du SC Braga,, signant un contrat de deux ans et demi. Amorim prend ainsi en charge la direction technique d'une équipe de première division pour la première fois.
Pour ses débuts, il bat Belenenses 7-1, et depuis, il n'a pas été battu en Première Ligue. Avec l'équipe principale, il dispute treize matchs et en gagne dix, pour un nul. Ses deux seules défaites ont lieu en seizième de finale de la Ligue Europa contre les Rangers (3-2 et 0-1),. En 33 jours à la tête de Braga, il élimine le Sporting CP (2-1) en demi-finale et bat le FC Porto (1-0) en finale pour remporter la Coupe de la Ligue en janvier 2020. Il vainc aussi le Benfica en championnat. Lors de la saison 2019-2020, il permet l'éclosion de Francisco Trincão, lance de manière durable David Carmo, et fait de João Palhinha et Paulinho des joueurs clefs, qu’il fait venir plus tard au Sporting CP.

#### Confirmation au Sporting CP
Seulement quelques mois après ces bons débuts au SC Braga, le 4 mars 2020, le Sporting CP l'engage pour un coût de dix millions d'euros, la valeur de sa clause libératoire, à la place de Jorge Silas. Il est alors le troisième entraîneur le plus cher de l'histoire,.
Au Sporting, il fait ses débuts contre le Clube Desportivo das Aves avec une victoire 2-0.
Dès sa deuxième saison au Sporting, il remporte trois titres : la Coupe de la Ligue en janvier 2021 puis le Championnat, une première depuis 19 ans,, ainsi que la Supercoupe Cândido de Oliveira durant l'été. En Ligue Europe, la déception est forte puisqu’après une victoire contre Aberdeen (1-0) en tour préliminaire, l'équipe échoue en barrages contre les Autrichiens de LASK (4-1). Le Sporting prolonge son contrat en mars 2021, jusqu’en 2024 ; ce contrat est assorti d’une clause libératoire de trente millions d’euros.
Rúben Amorim découvre la Ligue des champions comme entraîneur lors de la saison 2021-2022. Le 24 novembre 2021, il entre dans l'histoire du Sporting en emmenant l'équipe en huitième de finale de C1 pour la deuxième fois seulement de l'histoire du club. Pour cela, il permet à son équipe de dépasser le Borussia Dortmund dans le groupe C avec une victoire 3-1 lors de l'avant-dernière journée (défaite 0-5 puis nul 0-0 contre Manchester City). Il remporte sa seconde Coupe de la Ligue avec le club, sa troisième consécutive personnellement, ainsi que la Supercoupe du Portugal en début de saison suivante.
En Ligue des champions 2022-2023, son Sporting termine troisième du groupe D, et est reversé en Ligue Europa. En C3, l'équipe élimine Arsenal aux tirs-au-but puis est éliminée en quart de finale par la Juventus (2-1 au cumulé).
En Ligue Europa 2023-2024, le Sporting termine deuxième de sa poule derrière l’Atalanta, qui l'élimine ensuite en huitième de finale (3-2 au cumulé) avant de remporter la compétition.

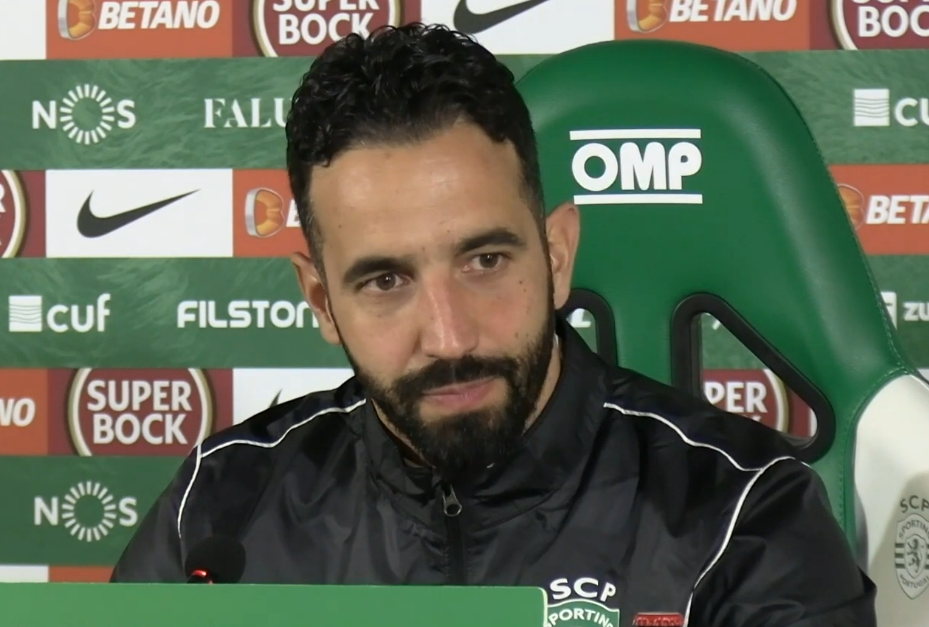
Amorim en janvier 2024.

Dès avril 2024, Amorim fait partie des entraîneurs coachs convoités par le Liverpool FC en vue de la prochaine saison pour succéder à Jürgen Klopp. Il remporte un second titre de champion, le vingtième de l'histoire du SCP, autant pour le club que sur les quarante dernières années. En juin 2024, il attire l'attention de plusieurs clubs anglais comme Liverpool et West Ham United FC.

#### Départ pour Manchester United
Le 1er novembre 2024, le Manchester United FC annonce qu'Amorim, sous réserve de l'obtention d'un visa de travail, prend la tête de l'équipe première à partir du 11 novembre 2024,.

## Style de jeu

### Comme entraîneur
Rúben Amorim se fait remarquer par sa confiance apportée aux jeunes joueurs et donc sa capacité à révéler de jeunes talents et à les faire progresser rapidement vers le plus haut niveau. Lors de la saison 2019-2020 à Braga, il permet l’éclosion de Francisco Trincão et David Carmo,. Au Sporting CP, il intègre des joueurs comme Nuno Mendes, Matheus Nunes et Joao Palhinha, tous devenus des éléments clés de l'équipe première. En 2021, il mène le Sporting à son premier titre de champion depuis 19 ans avec des joueurs comme Nuno Mendes (18 ans), Gonçalo Inacio, Daniel Bragança (21 ans), Matheus Nunes (22 ans), Jovane Cabral (22 ans), Tiago Tomas (18 ans) et Pedro Gonçalves (22 ans), meilleur buteur du Championnat avec 18 buts.
Jérémy Mathieu, son joueur au Sporting en 2020, se souvient : « il est assez cool dans sa façon d’être, il met tout le monde à l’aise dans le vestiaire et surtout, il ne lâche personne. Ça donne envie de tout donner pour lui et pour l’équipe (...) Étant un entraîneur jeune n’ayant pris sa retraite que récemment, il réussit à être proche des jeunes et comprend leurs attentes (...) Amorim traite tous les joueurs de la même façon et demande de donner le meilleur aux entraînements. (...) Avec Amorim, tu peux perdre, mais tu ne peux pas tricher. On doit toujours se donner à 100%, surtout aux entraînements ».

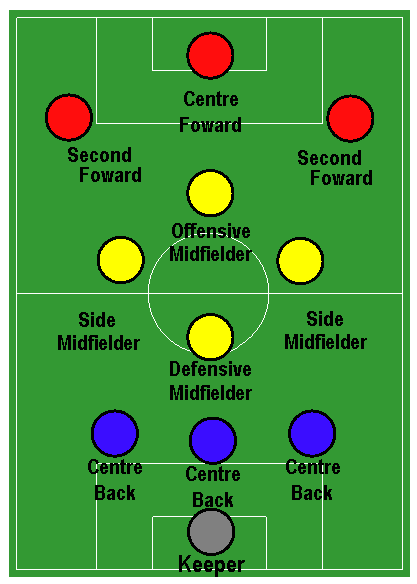
Amorim fait jouer ses équipes en 3-4-3.

Dès ses débuts au Sporting CP, Amorim adopte un système en 3-4-3, modulable en 3-5-2. Ce schéma lui permet d'avoir une grande flexibilité avec une défense à trois organisée, des latéraux impliqués dans le jeu offensif et capables de se projeter rapidement en attaque ainsi que des attaquants qui permutent fréquemment. Ce système permet à son équipe de dominer ses matches en étouffant le jeu adverse tout en favorisant la créativité offensive. Lorsqu'il domine, son Sporting impose densité et permutations dans l'axe pour créer de l'imprévisibilité. Sous pression, il se mue plutôt en 4-3-3, où le gardien sert de premier relanceur, derrière une ligne basse de milieux de terrain, pour offrir des espaces aux attaquants.
Pour Filipe Balreira, journaliste du quotidien national Record, « cette équipe se démarque par ses facultés défensives, Amorim travaillant énormément sur l’alignement défensif ».  En phase défensive, le 3-4-3 se mue en 5-2-3 par des pistons qui s’alignent avec le trio défensif. Le milieu défensif verrouille l’axe devant cette ligne. Les quatre autres joueurs sont quant à eux très sollicités au pressing.
« Dans le monde, il y a des entraîneurs qui jouent toujours de la même manière mais qui réussissent parce qu'ils changent les caractéristiques des joueurs, et certaines nuances », résume-t-il en 2022.

## Statistiques

### En tant que joueur

#### En club
Rúben Amorim dispute plus de 150 matches,.
| Saison                | Club                  | Championnat           | Championnat | Championnat | Championnat | Coupe nationale | Coupe nationale | Coupe nationale | Coupe de la Ligue | Coupe de la Ligue | Coupe de la Ligue | Supercoupe | Supercoupe | Supercoupe | Compétition(s) continentale(s) | Compétition(s) continentale(s) | Compétition(s) continentale(s) | Compétition(s) continentale(s) | Total | Total | Total |
| Saison                | Club                  | Division              | M.          | B.          | P.d.        | M.              | B.              | P.d.            | M.                | B.                | P.d.              | M.         | B.         | P.d.       | Comp.                          | M.                             | B.                             | P.d.                           | M.    | B.    | P.d.  |
| 2003-2004             | CF Belenenses         | SuperLiga             | 2           | 0           | 0           | 0               | 0               | 0               | -                 | -                 | -                 | -          | -          | -          | -                              | -                              | -                              | -                              | 2     | 0     | 0     |
| 2004-2005             | CF Belenenses         | SuperLiga             | 17          | 0           | 0           | -               | -               | -               | -                 | -                 | -                 | -          | -          | -          | -                              | -                              | -                              | -                              | 17    | 0     | 0     |
| 2005-2006             | CF Belenenses         | Liga betandwin        | 25          | 3           | 3           | -               | -               | -               | -                 | -                 | -                 | -          | -          | -          | -                              | -                              | -                              | -                              | 25    | 3     | 3     |
| 2006-2007             | CF Belenenses         | Bwin Liga             | 23          | 1           | 1           | 1               | 0               | 0               | -                 | -                 | -                 | -          | -          | -          | -                              | -                              | -                              | -                              | 24    | 1     | 1     |
| 2007-2008             | CF Belenenses         | Bwin Liga             | 29          | 0           | 3           | -               | -               | -               | -                 | -                 | -                 | -          | -          | -          | C3                             | 2                              | 0                              | 0                              | 31    | 0     | 3     |
| Sous-total            | Sous-total            | Sous-total            | 96          | 4           | 7           | 1               | 0               | 0               | -                 | -                 | -                 | -          | -          | -          | -                              | 2                              | 0                              | 0                              | 99    | 4     | 7     |
| 2008-2009             | SL Benfica            | Liga Sagres           | 26          | 2           | 1           | 1               | 0               | 0               | 5                 | 0                 | 1                 | -          | -          | -          | C3                             | 2                              | 0                              | 0                              | 34    | 2     | 2     |
| 2009-2010             | SL Benfica            | Liga Sagres           | 24          | 3           | 2           | 2               | 0               | 0               | 2                 | 1                 | 1                 | -          | -          | -          | C3                             | 10                             | 0                              | 1                              | 38    | 4     | 4     |
| 2010-2011             | SL Benfica            | Liga ZON Sagres       | 12          | 0           | 0           | 2               | 0               | 0               | 1                 | 0                 | 0                 | 1          | 0          | 0          | C1+C3                          | 2+0                            | 0+0                            | 0+0                            | 18    | 0     | 0     |
| 2011-2012             | SL Benfica            | Liga ZON Sagres       | 6           | 0           | 1           | 2               | 0               | 1               | -                 | -                 | -                 | -          | -          | -          | C1                             | 6                              | 0                              | 0                              | 14    | 0     | 2     |
| 2011-2012             | SC Braga (prêt)       | Liga ZON Sagres       | 8           | 0           | 0           | -               | -               | -               | -                 | -                 | -                 | -          | -          | -          | C3                             | 2                              | 0                              | 0                              | 10    | 0     | 0     |
| 2012-2013             | SC Braga (prêt)       | Liga ZON Sagres       | 22          | 4           | 2           | 3               | 0               | 0               | 3                 | 1                 | 0                 | -          | -          | -          | C1                             | 7                              | 0                              | 1                              | 35    | 5     | 3     |
| Sous-total            | Sous-total            | Sous-total            | 30          | 4           | 2           | 3               | 0               | 0               | 3                 | 1                 | 0                 | -          | -          | -          | -                              | 9                              | 0                              | 1                              | 45    | 5     | 3     |
| 2013-2014             | SL Benfica            | Liga ZON Sagres       | 17          | 0           | 2           | 6               | 0               | 1               | 5                 | 0                 | 1                 | -          | -          | -          | C1+C3                          | 2+7                            | 0+0                            | 0+2                            | 37    | 0     | 6     |
| 2014-2015             | SL Benfica            | Liga NOS              | 10          | 0           | 0           | -               | -               | -               | 1                 | 0                 | 0                 | 1          | 0          | 0          | C1                             | -                              | -                              | -                              | 12    | 0     | 0     |
| Sous-total            | Sous-total            | Sous-total            | 95          | 5           | 6           | 13              | 0               | 2               | 14                | 1                 | 3                 | 2          | 0          | 0          | -                              | 29                             | 0                              | 3                              | 153   | 6     | 14    |
| 2015-2016             | Al-Wakrah SC (prêt)   | Qatar Stars League    | 10          | 1           | 0           | -               | -               | -               | -                 | -                 | -                 | -          | -          | -          | -                              | -                              | -                              | -                              | 10    | 1     | 0     |
| Total sur la carrière | Total sur la carrière | Total sur la carrière | 231         | 14          | 15          | 17              | 0               | 2               | 17                | 2                 | 3                 | 2          | 0          | 0          | -                              | 40                             | 0                              | 4                              | 307   | 16    | 24    |

#### En équipe du Portugal

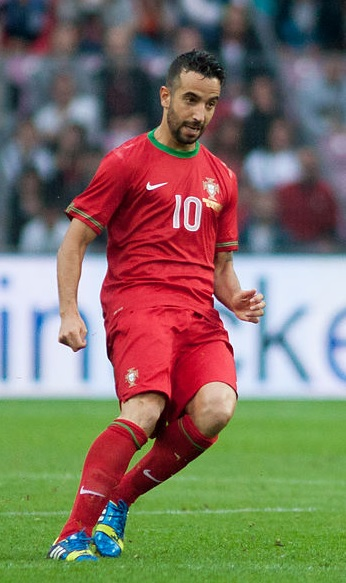
Amorim avec le Portugal en juin 2013.

Rúben Amorim dispute quatorze rencontres avec la sélection nationale portugaise,.
| Années                | Sélection             | Phases finales        | Phases finales | Phases finales | Phases finales | Éliminatoires | Éliminatoires | Éliminatoires | Éliminatoires | Amicaux | Amicaux | Amicaux | Total | Total | Total |
| Années                | Sélection             | Comp.                 | M.             | B.             | P.d.           | Comp.         | M.            | B.            | P.d.          | M.      | B.      | P.d.    | M.    | B.    | P.d.  |
| --------------------- | --------------------- | --------------------- | -------------- | -------------- | -------------- | ------------- | ------------- | ------------- | ------------- | ------- | ------- | ------- | ----- | ----- | ----- |
| 2010                  | Portugal              | Coupe du monde 2010   | 1              | 0              | 0              | Euro 2012     | -             | -             | -             | -       | -       | -       | 1     | 0     | 0     |
| 2011                  | Portugal              | -                     | -              | -              | -              | Euro 2012     | 0             | 0             | 0             | -       | -       | -       | 0     | 0     | 0     |
| 2012                  | Portugal              | Euro 2012             | -              | -              | -              | CdM 2014      | 2             | 0             | 0             | 2       | 0       | 0       | 4     | 0     | 0     |
| 2013                  | Portugal              | -                     | -              | -              | -              | CdM 2014      | 2             | 0             | 0             | 3       | 0       | 0       | 5     | 0     | 0     |
| 2014                  | Portugal              | Coupe du monde 2014   | 1              | 0              | 0              | -             | -             | -             | -             | 3       | 0       | 0       | 4     | 0     | 0     |
| Total sur la carrière | Total sur la carrière | Total sur la carrière | 2              | 0              | 0              | -             | 4             | 0             | 0             | 8       | 0       | 0       | 14    | 0     | 0     |

Le tableau suivant liste les rencontres de l'équipe du Portugal dans lesquelles Rúben Amorim a été sélectionné depuis le 15 juin 2010 jusqu'à présent :
| Matchs de Rúben Amorim en équipe du Portugal | Matchs de Rúben Amorim en équipe du Portugal | Matchs de Rúben Amorim en équipe du Portugal        | Matchs de Rúben Amorim en équipe du Portugal | Matchs de Rúben Amorim en équipe du Portugal | Matchs de Rúben Amorim en équipe du Portugal | Matchs de Rúben Amorim en équipe du Portugal | Matchs de Rúben Amorim en équipe du Portugal | Matchs de Rúben Amorim en équipe du Portugal | Matchs de Rúben Amorim en équipe du Portugal | Matchs de Rúben Amorim en équipe du Portugal |
| #                                            | Date                                         | Stade                                               | Adversaire                                   | Résultat                                     | Minutes                                      | Compétition                                  | But inscrit                                  | Passe décisive                               | Capitaine                                    | Club                                         |
| -------------------------------------------- | -------------------------------------------- | --------------------------------------------------- | -------------------------------------------- | -------------------------------------------- | -------------------------------------------- | -------------------------------------------- | -------------------------------------------- | -------------------------------------------- | -------------------------------------------- | -------------------------------------------- |
| 1                                            | 15 juin 2010                                 | Nelson Mandela Bay Stadium, Port Elizabeth          | Côte d'Ivoire                                | 0 - 0                                        | 5 min                                        | Coupe du monde 2010                          | 0                                            | 0                                            | Non                                          | SL Benfica                                   |
| 2                                            | 11 septembre 2012                            | Stade municipal de Braga, Braga                     | Azerbaïdjan                                  | 3 - 0                                        | 14 min                                       | Éliminatoires Mondial 2014                   | 0                                            | 0                                            | Non                                          | SC Braga                                     |
| 3                                            | 16 octobre 2012                              | Stade du Dragon, Porto                              | République d'Irlande                         | 1 - 1                                        | 43 min                                       | Éliminatoires Mondial 2014                   | 0                                            | 0                                            | Non                                          | SC Braga                                     |
| 4                                            | 14 novembre 2012                             | Stade d'Angondjé, Libreville                        | Gabon                                        | 2 - 2                                        | 45 min                                       | Match amical                                 | 0                                            | 0                                            | Non                                          | SC Braga                                     |
| 5                                            | 6 février 2013                               | Stade D. Afonso Henriques, Guimarães                | Équateur                                     | 2 - 3                                        | 10 min                                       | Match amical                                 | 0                                            | 0                                            | Non                                          | SC Braga                                     |
| 6                                            | 7 juin 2013                                  | Estádio da Luz, Lisbonne                            | Russie                                       | 1 - 0                                        | 17 min                                       | Éliminatoires Mondial 2014                   | 0                                            | 0                                            | Non                                          | SC Braga                                     |
| 7                                            | 10 juin 2013                                 | Stade de Genève, Genève                             | Croatie                                      | 0 - 1                                        | 90 min                                       | Match amical                                 | 0                                            | 0                                            | Non                                          | SC Braga                                     |
| 8                                            | 14 août 2013                                 | Stade de l'Algarve, Almancil                        | Pays-Bas                                     | 1 - 1                                        | 74 min                                       | Match amical                                 | 0                                            | 0                                            | Non                                          | SL Benfica                                   |
| 9                                            | 6 septembre 2013                             | Windsor Park, Belfast                               | Irlande du Nord                              | 2 - 4                                        | 1 min                                        | Éliminatoires Mondial 2014                   | 0                                            | 0                                            | Non                                          | SL Benfica                                   |
| 10                                           | 11 septembre 2013                            | Gillette Stadium, Boston                            | Brésil                                       | 3 - 1                                        | 31 min                                       | Match amical                                 | 0                                            | 0                                            | Non                                          | SL Benfica                                   |
| 11                                           | 31 mai 2014                                  | Stade national du Jamor, Oeiras                     | Grèce                                        | 0 - 0                                        | 26 min                                       | Match amical                                 | 0                                            | 0                                            | Non                                          | SL Benfica                                   |
| 12                                           | 7 juin 2014                                  | Gillette Stadium, Boston                            | Mexique                                      | 0 - 1                                        | 9 min                                        | Match amical                                 | 0                                            | 0                                            | Non                                          | SL Benfica                                   |
| 13                                           | 11 juin 2014                                 | MetLife Stadium, East Rutherford                    | République d'Irlande                         | 5 - 1                                        | 81 min                                       | Match amical                                 | 0                                            | 0                                            | Non                                          | SL Benfica                                   |
| 14                                           | 26 juin 2014                                 | Stade national de Brasilia Mané Garrincha, Brasilia | Ghana                                        | 2 - 1                                        | 90 min                                       | Coupe du monde 2014                          | 0                                            | 0                                            | Non                                          | SL Benfica                                   |

| Légende : - G = Match gagné - N = Match nul - P = Match perdu |

### En tant qu'entraîneur
| Saison                    | Club                      | Championnat               | Championnat | Championnat | Championnat | Championnat | Coupe(s) nationale(s) | Coupe(s) nationale(s) | Coupe(s) nationale(s) | Coupe(s) nationale(s) | Supercoupe | Supercoupe | Supercoupe | Supercoupe | Compétition(s) continentale(s) | Compétition(s) continentale(s) | Compétition(s) continentale(s) | Compétition(s) continentale(s) | Compétition(s) continentale(s) | Total | Total | Total | Total | % Victoires |
| Saison                    | Club                      | Division                  | M           | V           | N           | D           | M                     | V                     | N                     | D                     | M          | V          | N          | D          | C                              | M                              | V                              | N                              | D                              | M     | V     | N     | D     | % Victoires |
| ------------------------- | ------------------------- | ------------------------- | ----------- | ----------- | ----------- | ----------- | --------------------- | --------------------- | --------------------- | --------------------- | ---------- | ---------- | ---------- | ---------- | ------------------------------ | ------------------------------ | ------------------------------ | ------------------------------ | ------------------------------ | ----- | ----- | ----- | ----- | ----------- |
| 2018-2019                 | Casa Pia                  | Liga NOS                  | -           | -           | -           | -           | 4                     | 3                     | 0                     | 1                     | -          | -          | -          | -          | -                              | -                              | -                              | -                              | -                              | 4     | 3     | 0     | 1     | 75%         |
| 2019-2020                 | SC Braga                  | Liga NOS                  | 9           | 8           | 1           | 0           | 2                     | 2                     | 0                     | 0                     | -          | -          | -          | -          | C3                             | 2                              | 0                              | 0                              | 2                              | 13    | 10    | 1     | 2     | 76,92%      |
| 2019-2020                 | Sporting CP               | Liga NOS                  | 11          | 6           | 3           | 2           | -                     | -                     | -                     | -                     | -          | -          | -          | -          | -                              | -                              | -                              | -                              | -                              | 11    | 6     | 3     | 2     | 54,55%      |
| 2020-2021                 | Sporting CP               | Liga NOS                  | 34          | 26          | 7           | 1           | 6                     | 5                     | 0                     | 1                     | -          | -          | -          | -          | C3                             | 2                              | 1                              | 0                              | 1                              | 42    | 32    | 7     | 3     | 76,19%      |
| 2021-2022                 | Sporting CP               | Liga Portugal             | 34          | 27          | 4           | 3           | 10                    | 8                     | 0                     | 2                     | 1          | 1          | 0          | 0          | C1                             | 8                              | 3                              | 1                              | 4                              | 53    | 39    | 5     | 9     | 73,58%      |
| 2022-2023                 | Sporting CP               | Liga Portugal             | 34          | 23          | 5           | 6           | 7                     | 5                     | 0                     | 2                     | -          | -          | -          | -          | C1+C3                          | 12                             | 3                              | 5                              | 4                              | 50    | 33    | 9     | 8     | 66%         |
| 2023-2024                 | Sporting CP               | Liga Portugal             | 34          | 29          | 3           | 2           | 10                    | 7                     | 1                     | 2                     | -          | -          | -          | -          | C3                             | 10                             | 4                              | 4                              | 2                              | 54    | 40    | 8     | 6     | 74,07%      |
| 2024-2025                 | Sporting CP               | Liga Portugal             | 11          | 11          | 0           | 0           | 2                     | 2                     | 0                     | 0                     | 1          | 0          | 0          | 1          | C1                             | 4                              | 3                              | 1                              | 0                              | 18    | 16    | 1     | 1     | 88,88%      |
| Total au Sporting CP      | Total au Sporting CP      | Total au Sporting CP      | 158         | 122         | 22          | 14          | 35                    | 27                    | 1                     | 7                     | 2          | 1          | 0          | 1          | -                              | 36                             | 14                             | 11                             | 11                             | 228   | 166   | 33    | 29    | 72,80%      |
| 2024-2025                 | Manchester United         | Premier League            | 27          | 7           | 5           | 15          | 4                     | 1                     | 2                     | 1                     | -          | -          | -          | -          | C3                             | 11                             | 8                              | 2                              | 1                              | 42    | 16    | 9     | 17    | 38,09%      |
| 2025-2026                 | Manchester United         | Premier League            | 1           | 0           | 0           | 1           | 0                     | 0                     | 0                     | 0                     | -          | -          | -          | -          | -                              | -                              | -                              | -                              | -                              | 1     | 0     | 0     | 1     | 0%          |
| Total à Manchester United | Total à Manchester United | Total à Manchester United | 28          | 7           | 5           | 16          | 4                     | 1                     | 2                     | 1                     | -          | -          | -          | -          | -                              | 11                             | 8                              | 2                              | 1                              | 43    | 16    | 9     | 18    | 32,20%      |
| Total sur la carrière     | Total sur la carrière     | Total sur la carrière     | 195         | 137         | 28          | 30          | 45                    | 33                    | 3                     | 9                     | 2          | 1          | 0          | 1          | -                              | 49                             | 22                             | 13                             | 14                             | 288   | 195   | 43    | 50    | 67,70%      |

## Palmarès

### Comme joueur
Avec le Benfica Lisbonne, il remporte trois fois le Champion du Portugal (2010, 2014, 2015). Il remporte d'ailleurs le triplé national Championnat-Coupe du Portugal-Coupe de la Ligue portugaise en 2014. La même saison, le Benfica atteint la finale de Ligue Europa. Deux Coupes de la Ligue sont remportées en 2009 et 2010.
| SL Benfica (7) |
| --- |
| - Championnat du Portugal (3) : - Champion en 2010, 2014 et 2015 - Coupe du Portugal (1) : - Vainqueur en 2014 - Coupe de la Ligue (3) : - Vainqueur en 2009, 2010 et 2011 |

### Comme entraîneur

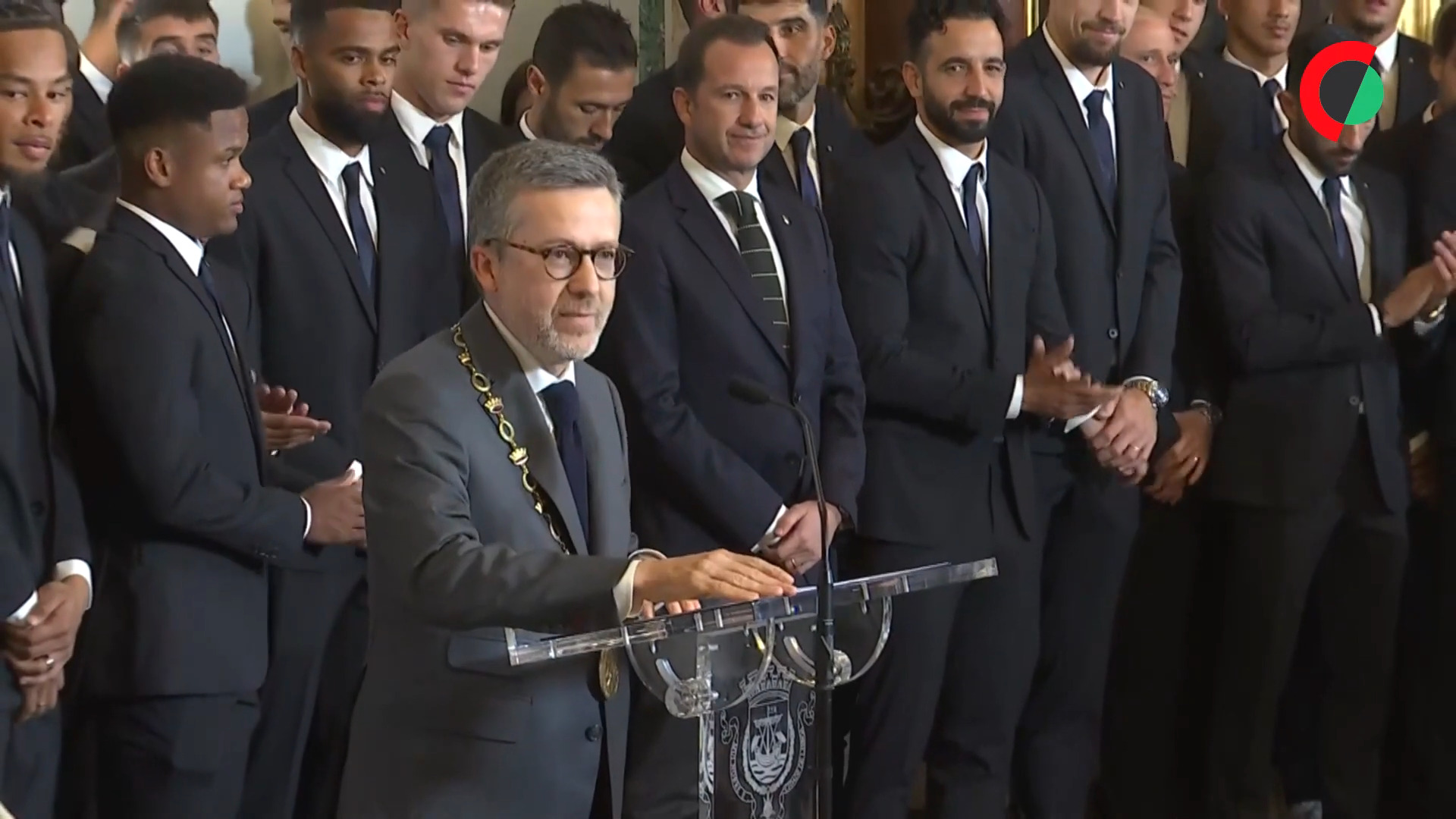
Amorim et son équipe reçus par le maire de Lisbonne suite au titre de champion national 2024.

En quelques mois au Sporting Braga, Rúben Amorim remporte Coupe de la Ligue en 2020.
En 4 ans avec le Sporting CP, il a remporté cinq titres, la Coupe de la Ligue, la Première Ligue ainsi qu'une Supercoupe Cândido de Oliveira.
| SC Brage (1)                                  | Sporting Portugal (6) | Manchester United (0)                    |
| --------------------------------------------- | --- | ---------------------------------------- |
| - Coupe de la Ligue (1) : - Vainqueur en 2020 | - Championnat du Portugal (3) : - Champion en 2021 et 2024 et 2025 - Coupe de la Ligue (2) : - Vainqueur en 2021 et 2022 - Supercoupe du Portugal (1) : - Vainqueur en 2021 | - Ligue Europa (0) : - Finaliste en 2025 |

Elu meilleur entraineur du championnat portugais en 2021 et 2024